# Andrievs Niedra
Andrievs Niedra (Parroquia de Tirza, cerca de Gulbene, Livonia, 8 de febrero de 1871 - Riga, 2 de septiembre de 1942), fue un importante escritor letón, pastor luterano y primer ministro del gobierno títere alemán en Letonia entre abril y junio de 1919, durante la Guerra de independencia letona.
La primera colección de poemas de Niedra se publicó cuando solo tenía dieciséis años y todavía era un adolescente cuando sus historias, basadas en la historia y en el folclore, comenzaron a ser editadas en el periódico Baltijas Vēstnesis. Entre 1890 y 1899 estudió teología en la universidad de Dorpat (en la actualidad Tartu). Estéticamente mezclando la fantasía realista con el idealismo, sus historias, críticas y obras de teatro a menudo tratan sobre la formación de una intelligentsia letona y de la situación de los agricultores con respecto a los dominadores baltoalemanes. Convencido de que la sociedad solo puede desarrollarse por evolución más que por revolución, Niedra era un feroz opositor del socialismo y pasó a ser considerado un reaccionario en una sociedad que era cada vez más revolucionaria.
Tras colaborar con las autoridades militares alemanas y la derrota de estas, tuvo que huir de Letonia. De vuelta en 1924, fue juzgado por traición y desterrado. En el exilio, pastor de una congregación alemana en Prusia Oriental, se hizo ciudadano alemán y escribió una larga obra titulada Tautas nodevēja atmiņas (Memorias de un traidor a la nación), la primera edición de la primera parte fue destruida por el dictador Kārlis Ulmanis, tras el golpe de Estado del 15 de mayo de 1934, y sus obras fueron prohibidas. Niedra volvió a Letonia durante la ocupación de Letonia por las tropas nazis durante la II Guerra Mundial y murió en Riga.
- Datos: Q510764